# Héphestion d'Alexandrie
Pour les articles homonymes, voir Héphestion (homonymie).
Héphestion d'Alexandrie (en grec Ἡφαιστίων ὁ Ἀλεξανδρεύς / Hêphaistíôn ho Alexandreús) est un grammairien grec du IIe siècle. Il fut, avec Télèphe de Pergame et Harpocration, l'un des précepteurs de Lucius Verus.
Aucun des ouvrages de critique littéraire que lui attribue la Souda n'a été conservé. En revanche, nous possédons encore son Manuel de métrique (Ἐγχειρίδιον περὶ μέτρων) et une partie de son Traité de la composition poétique (Περὶ ποιήματος). Un fragment de texte attribué à Longin affirme qu'Héphestion avait d'abord composé un traité de métrique en quarante-huit livres, et qu'il le réduisit à onze livres, puis à trois, enfin à un seul ; il voulait ainsi mettre ses leçons à la portée des débutants. Quoi qu'il en soit, c'est la version la plus réduite qui a été conservée. Le Traité de la composition poétique contient des informations précieuses sur les parties des poèmes grecs de l'Antiquité, par exemple sur la parabase dans les comédies.
Les deux brefs traités d'Héphestion nous sont parvenus, dans deux manuscrits d'Oxford, accompagnés de deux traditions de scholies, les scholies A et les scholies B. Les scholies A, les plus anciennes, constituent pratiquement par elles-mêmes un ouvrage supplémentaire.

## Édition des textes
- Westphal (éd.), Scriptores metrici, t. I, Teubner, Leipzig, 1866 (avec les scholies).